# Ibrahima Sori
Ibrahima Sori Barry Mawdo  
o Ibrahim Sori (fallecido hacia 1784) fue un dirigente fulani del Imanato de Futa Yallon en la actual Guinea, en África Occidental, entre 1751 y 1784.

## Antecedentes
En la segunda mitad del siglo XVIII se inició un movimiento militante islámico en la región de Sudán, al sur del Sáhara, que se extendía desde el río Senegal hasta el Nilo. Los líderes emprendieron la yihad, o guerra santa, contra los paganos y los musulmanes menos estrictos, estableciendo una serie de Estados estrictamente musulmanes por toda la región. 
La primera yihad fue lanzada en Futa Yallon en 1726 por Ibrahima Musa,
un destacado clérigo musulmán que había estudiado en Kankan.
Ibrahima Musa, también conocido como Ibrahima Sambeghu, Karamokho Alfa o Alfa Ibrahima, consiguió el apoyo de bandas de jóvenes, esclavos y forajidos en su lucha contra los poderes dominantes.
Llegó a ser reconocido como el "Comandante de los fieles" en un momento en que los fulani estaban ganando la supremacía sobre el pueblo jalonke en una yihad, 
aunque tuvo que vérselas con familias rivales y con clérigos y líderes militares rivales. 
Los jalonke adoptaron la religión musulmana y alcanzaron cierto estatus social, pero permanecieron subordinados a los líderes fulani.
El proceso de la yihad fue prolongado, porque los fulani no se limitaban a tomar el control de un Estado existente, sino que estaban construyendo un nuevo Estado.
Alfa Ibrahima murió en 1751.

## Lucha por el poder

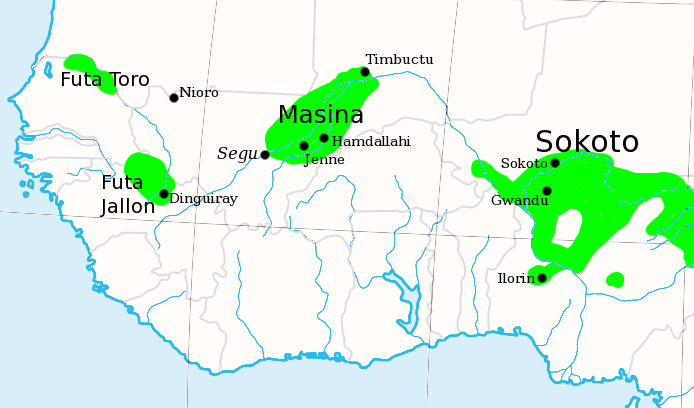
Estados de la yihad fulani hacia 1830 - Futa Yallon al oeste.

Ibrahima Sori era primo de Alfa Ibrahima. Loo sucedió a Alfa Ibrahima a la muerte de este y consolidó la autoridad militar fulani. Sus motivos eran más comerciales que religiosos. Puso toda su energía en tomar el control de todo el comercio, que en aquella época consistía principalmente en intercambiar esclavos por telas, hierro y armas europeas.  
Sori promovió la guerra como medio para conseguir más esclavos, uniendo fuerzas con el rey del pueblo Dyalonke de Solima.
En 1762, las fuerzas combinadas de los fulani y solima invadieron el territorio de los animistas wassulu al oeste y fueron derrotados.
La alianza entre los fulani y los solima se rompió. Los solima se aliaron con los wasulunke contra los fulani,
y comenzaron incursiones anuales en territorio fulani. En 1776 fueron derrotados decisivamente por los fulani bajo el mando de Ibrahima Sori, y los solima tuvieron que aceptar la supremacía fulani.

## Almami
Tras la victoria sobre los Solima, Ibrahima Sori adoptó el título de almami'. Pasó a ser conocido como Sori Maudo ("Sori el Grande"). Aunque era el líder de los fulani, debía respetar los consejos de un consejo de ancianos y aceptar que este confirmara a sus sucesores. El consejo también recaudaba diezmos y botines para sufragar los gastos de la yihad, y hacía cumplir las leyes de la sharía. Bajo el mandato de Ibrahima Sori, el Estado teocrático se organizó en nueve provincias, cada una de ellas dirigida por un clérigo subordinado a Sori como almami.  El almami estaba instalado formalmente en Fugumba, la capital religiosa, pero gobernaba desde Timbo, la capital política, con la ayuda del consejo.
El consejo, celoso del poder y el prestigio de Ibrahima Sori, empezó a manifestarse en su contra.  Sori entró en Fugumba, ejecutó a los consejeros que se le habían opuesto y convocó una asamblea general para confirmar su autoridad. La concurrida asamblea votó a su favor, y la facción militar mantuvo firmemente el control hasta la muerte de Sori en 1791-1792.  
Le sucedió su hijo Sa'id, que ocupó el cargo hasta 1797-1798, cuando fue asesinado y sustituido por un descendiente de Karamokho Alfa. Otros dos hijos, Abdul Qadir y Yahya, ocuparon posteriormente el cargo de almami. Los líderes fulani originales conservaron el derecho a elegir al almami, que solía ser un descendiente clerical de Alfa Ibrahima o un descendiente más laico y militar de Ibrahima Sori.